# Меморијални комплекс и споменик на Љубићу
Меморијални комплекс и споменик на Љубићу је посвећен боју на Љубићу 1815. године, у току Другог српског устанка.
Споменик је подигнут 1938. године у атару села Љубић код Чачка и посвећен је ратницима и догађајима из ослободилачких ратова Србије у 19. и 20. веку. Меморијални комплекс је под заштитом државе и представља знаменито место од изузетног значаја, као и споменик који је засебно непокретно културно добро и има статус споменика културе од изузетног значаја.

## Споменик на Љубићу
Споменик на Љубићу је најстарији споменик у меморијалном комплексу чија је градња започета 1938. године по пројекту вајара Милована Крстића. Израђен је у облику високог обелиска на постољу, украшеном бронзаним фризом са представом Танаска Рајића како гине бранећи топ. Радови на споменику су настављени 1978. године, када је довршен и уређен. Посвећен је устаницима на челу са Танаском Рајићем, који је погинуо за време боја, 25. априла 1815. године.

## Меморијални комплекс на Љубићу
Поред најстаријег споменика посвећеном Танаску Рајићу и устаницима из Другог српског устаника, меморијални комплекс обухвата гробље палих железничара и радника у НОБ-у, као и гробови народног хероја Радомира Ђуракића и бораца Црвене армије који су погинули у борбама за ослобођење Чачка, као и новоподигугнута црква посвећена Светом кнезу Лазару.
У спомен на победу у боју на Љубићу, кнез Милош је подигао Цркву Светог Саве на Савинцу 1819. године, која је постала гробна црква породице Вукомановић.

## Галерија
- Танаско Рајић на топу
- Црква на Љубићу